# 信銘生命科技
信銘生命科技集團有限公司，簡稱信銘生命科技（英語：“Aceso Life Science Group Limited，港交所：0474），於二零零六年五月二十四日首次公開發行股票，該等股票於二零零六年六月六日在香港聯交所有限公司上市交易。
昊天發展成立之初，以製作精美高級之包裝禮盒為主要業務。於二零一零年一月與二零一一年六月完成收購兩處位於內蒙古烏海市以及一處位於新疆拜城縣之煤礦後，轉為主要以煤礦業務為主。
昊天發展於二零一一年九月七日，已簽署買賣合同並得到烏海市政府批准，以總代價人民幣1,503,000,000元出售內蒙古自治區烏海市蒙港投資有限公司全部權益。交易完成後，本集團將不再持有烏海市1號及4號煤礦及天譽洗煤廠之任何權益,出售事項於二零一二年五月三十日完成。
於二零一二年十月十二日，昊天發展簽訂一份買賣協定，以總代價1,580,000,000港元出售本公司之全資附屬公司冠宇有限公司之全部股權。冠宇有限公司持有新疆拜城溫州煤礦之全部股權，該項交易已於二零一三年六月二十八日完成。
昊天發展於二零一三年本公司更改公司之名稱由「Hao Tian Resources Group Limited 昊天能源集團有限公司」更改為「Hao Tian Development Group Limited 昊天發展集團有限公司」。昊天發展之企業策略為發展成為專注於石油及天然氣業務並以新疆維吾爾自治區為基地之大型綜合綠色資源投資集團，並將業務範圍擴大至物流、物業發展及投資等其他行業。

## 公司業務
昊天發展之企業策略為將業務重心由採礦業轉移至油氣行業及發展成為以新疆維吾爾自治區為基地之大型綜合綠色資源投資集團，並將業務範圍擴大至物流、物業發展及投資等其他行業。
因新疆維吾爾自治區地方政府支持外商投資開發其境內蘊藏之豐富天然氣資源，昊天發展現正積極開拓在新疆之天然氣業務。2012年，昊天發展與新疆庫車縣人民政府訂立一份框架協定，訂約方協定有關建議于庫車縣興建預計年產能為400,000噸之液化天然氣專案，並計畫於南疆建設約四十八座液化天然氣加氣站所組成之銷售網路，截至本報告日，已獲得新疆維吾爾自治區地方政府批准於阜康市、庫車縣、拜城縣建設共八座液化天然氣加氣站。
昊天發展於2013年6月收購一間於烏魯木齊市擁有物流項目之投資控股公司，目標公司之主要資產為及於完成收購事項後將為專案公司之全部註冊資本，而專案公司之主要資產為及於完成收購事項後將為目標用地。目標用地位於中國烏魯木齊市及被指定用於物流及倉儲發展用途。
目標用地位於烏魯木齊市水區昆侖路，其為烏魯木齊市中心商業區之黃金地段之一。根據目標公司之建議，目標用地將開發為總規劃建築面積約14,104平方米之商業綜合發展專案及計畫於二零一四年落成。目標用地之商業用途之土地使用權為自移交目標用地日期起計40年。認購事項將令昊天發展可收購位於烏魯木齊市中心商業區之優質地段之目標用地，昊天發展擬佔用部份辦公室面積作為集團之未來地區總部，以配合集團於該地區之擴展。
2017年9月21日昊天發展集團大股東李少宇(LI SHAO YU)斥资6.2億元，購入山頂MOUNT NICHOLSON 19號屋，以實用面積7,981方呎計，呎價77,685元，另連4,201方呎前後花園

## 連結
- HaotianHK.com（页面存档备份，存于）